# Bronze
Bronze es un manga y OVA de temática Yaoi y la continuación de Zetsuai 1989. Al contrario de su antecesora, Bronze si está considerada en la categoría Yaoi por su contenido, ya que al madurar la relación de los protagonistas las escenas son más fuertes, pero aun así muy cuidadas y de buen gusto, en este OVA la angustia es aún un componente de suma relevancia en la historia. En España ha sido publicado por la editorial Ediciones Glénat.

## Argumento
Ahora Koji e Izumi ya son una pareja como tal, aunque la relación no está muy bien por el extraño estado de ánimo de Koji, quien empeora debido a que Izumi ha decidido viajar a Italia para ver el fútbol de verdad. Pese a que este deja una nota, el impetuoso Koji va tras él en su motocicleta a gran velocidad sufriendo un trágico accidente y cayendo en coma.
Izumi, ignorando todo esto, al llegar se topa con la noticia de que su amado no ha podido despertar, y tal vez no lo haga. El mánager de Koji le dice que debe acostumbrarse a la vida en el hospital, y al principio piensa hacerlo, pero después razona que no tiene caso desperdiciar su vida cuidando de un vegetal y así decide abandonarle, aún en contra de su propia hermana. 
Antes de marcharse, Izumi hace el último intento por despertarlo, y justo cuando va a marcharse el inconsciente despierta y se abalanza sobre él, rogándole que no se fuera. Al oír el grito de Izumi llegan los doctores, todos se dan cuenta de que Koji ya despertó y ha perdido la voz. Al salir del hospital, Koji se entera de que murió su padre y en su testamento pide que el tercer hijo maneje el dojo. Sus hermanos van a buscarle para que se haga cargo del dojo de la familia, pues según ellos no hay lugar para un cantante sin voz, y un apesadumbrado Koji acepta, decidido a dejar a Izumi. Pero esto no le es posible y va a buscarle. 
Da con él en un callejón, lo encuentra malherido tras pelear con unos reporteros que habían fotografiado al cantante. Juntos van hacia el departamento de Izumi y, aunque ambos habían prometido no volver a estar juntos no lo pueden evitar; así pasan algunos días en los que nadie sabe nada de Koji, excepto su mánager, que está de acuerdo de que esté con Izumi, llegando incluso a darle dinero para el mantenimiento del "chucho" (así le llamó para que nadie se diera cuenta) con la esperanza de que al estar con Izumi regresara la preciosa voz del cantante. 
Pero un día, Izumi no vuelve a casa, y Koji se da cuenta de que sus hermanos le han secuestrado. Corre de inmediato al edificio de su familia y lo encuentra ahí, su hermano mayor le amenaza diciéndolo que, de no obedecerle y administrar el dojo, revelara su relación a los medios y arruinaría para siempre la carrera como futbolista del chico. 
Increíblemente el cantante se arrodilla frente a su hermano en señal de sumisión, pero mordiéndose la lengua, en ese momento Izumi se levanta furioso reclamándole su actitud tan cobarde, reprochándole su silencio pese a lo mucho que le suplicó que hablara. 
Es ahí cuando Koji emite sonido diciéndole a Izumi, que no hablaba con él porque no tenía nada que decirle, y que solo era una carga; pero Izumi le dice que no se preocupe, que juntos podrían arreglarlo y se van juntos. Sorprendido de que su hermano no los detuviera, el hermano menor le pregunta el porqué, y este le responde que esa relación no tenía futuro y que acabaría destruyéndolos a ambos.

## Personajes principales

### Nanjo Koji
Famoso y controversial cantante, sumamente atractivo pero severamente perturbado, tiene una forma de amar intensa e incluso irracional. En esta OVA su carácter cambio un poco, algo más depresivo, así como su imagen algo más estilizada.
Su amor suele ser bastante posesivo, celoso, cariñoso, etc.

### Takuto Izumi
Un joven del fútbol, muy bello, solitario y retraído compenetra perfectamente con el tempestuoso Koji, está confundido por su relación y en esta OVA parece haber perdido de vista su objetivo, pero también demuestra por primera vez cuanto ama a Koji.